# Tommy Cooper
Thomas Frederick Cooper, detto Tommy (Caerphilly, 19 marzo 1921 – Londra, 15 aprile 1984), è stato un attore, comico, regista, prestigiatore, produttore cinematografico e sceneggiatore britannico.

## Biografia
Cooper era membro del The Magic Circle (Circolo Magico) e rispettato mago prestigiatore, sebbene usasse le sue abilità in maniera farsesca, per divertire il pubblico. Famoso per il suo fez, comandava un fisico portentoso, con un'altezza di 1,93 m e una corporatura di oltre 95 kg.
Il 15 aprile 1984, di fronte a milioni di telespettatori, a metà del suo atto presso il His Majesty's Theatre in occasione dello show di varietà Live From Her Majesty's, prodotto dalla London Weekend Television, a causa di un infarto miocardico, Cooper crollò sul palcoscenico dopo l'ingresso in scena di una sua assistente e morì poco dopo: poiché il suo personaggio in scena richiedeva diverse situazioni comiche disastrose, all'inizio i produttori non avevano capito se stesse scherzando facendo finta di svenire ai piedi di una bella donna, o fosse svenuto realmente.

## Registrazioni
- Don't Jump Off the Roof Dad (1961), parole e musica di Cy Coben, singolo, Palette Records PG 9019 (classificato 40º nella Official Singles Chart)
- Country Dreaming - 12″ LP
- Ginger - 7″ singolo
- Happy Tommy- 7″ singolo
- Just Like That - 7″ singolo
- Masters of Comedy- CD
- My Name Is Tommy - 12″ LP
- No Arms Will Ever Hold You - 7″ singolo
- Sweet Words Of Love - 7″ singolo
- Tommy Cooper Very Best Of - CD, DVD
- Walkin' Home From School - 7″ singolo
- We'll Meet Again - 7″ singolo